# Муругиль
Муругиль, Муругіль, Мурігіол (рум. Murighiol) — село у повіті Тулча в Румунії. Входить до складу комуни Мурігіол.
Село розташоване на відстані 251 км на схід від Бухареста, 32 км на південний схід від Тулчі, 104 км на північний схід від Констанци, 98 км на південний схід від Галаца.

## Населення
За даними перепису населення 2002 року у селі проживали 1425 осіб.
Національний склад населення села:
| Національність | Кількість осіб | Відсоток |
| -------------- | -------------- | -------- |
| румуни         | 1230           | 86,3%    |
| українці       | 156            | 10,9%    |
| цигани         | 18             | 1,3%     |
| татари         | 12             | 0,8%     |
| турки          | 5              | 0,4%     |

Рідною мовою назвали:
| Мова       | Кількість осіб | Відсоток |
| ---------- | -------------- | -------- |
| румунська  | 1256           | 88,1%    |
| українська | 149            | 10,5%    |
| татарська  | 11             | 0,8%     |
| турецька   | 5              | 0,4%     |